# ジェームズ・パークス
ジェームズ・パークス（James Parks, 1968年11月16日 - ）は、アメリカ合衆国の俳優。父のマイケル・パークスと共にクエンティン・タランティーノやロバート・ロドリゲスの作品でエドガー・マックグロウ役を演じている。

## フィルモグラフィ

### 映画
- ミシシッピーに陽が沈む Blind Vengeance (1990、テレビ映画)
- 最後のガンマン/悪名の町 You Know My Name (1999、テレビ映画)
- フロム・ダスク・ティル・ドーン2 From Dusk Till Dawn 2: Texas Blood Money (1999、ビデオ映画) エドガー・マックグロウ
- キル・ビル Kill Bill: Vol. 1 (2003) エドガー・マックグロウ
- ハウス・オブ・ザ・デッド2 House of the Dead 2 (2005、テレビ映画)
- エシュロン -対NSA網侵入作戦- The Listening (2006)
- グラインドハウス Grindhouse  (2007) - 「デス・プルーフ」 "Death Proof " エドガー・マックグロウ
- マチェーテ Machete (2010) エドガー・マックグロウ
- ラバー Rubber (2010)
- ヘイトフル・エイト The Hateful Eight (2015) O.B.ジャクソン

### テレビシリーズ
- Xファイル The X-Files (2002) - ゲスト出演、シーズン9第9話「神託」 "Provenance"
- BONES Bones (2006) - ゲスト出演、シーズン1第17話「砂漠の恋人」 "The Skull in the Desert"
- ジェリコ 閉ざされた街 Jericho (2007) - ゲスト出演、シーズン1第12話「爆発36時間前」 "The Day Before"